# NGC 3467
NGC 3467 é uma galáxia lenticular (S0) localizada na direcção da constelação de Leo. Possui uma declinação de +09° 45' 32" e uma ascensão recta de 10 horas, 56 minutos e 44,1 segundos.
A galáxia NGC 3467 foi descoberta em 18 de Janeiro de 1828 por John Herschel.